# Jatiya Oikya Front
Jatiya Oikya Front en français : « Front d'unité nationale » est une alliance politique basée au Bangladesh composée principalement de quatre partis et dirigée par Kamal Hossain. Le front a officiellement déclaré sa formation le 13 octobre 2018 au National Press Club en prévision des élections nationales.

## Membres
Le front comprend le Gano Forum, le Parti nationaliste du Bangladesh, le Jatiya Samajtantrik Dal et le Nagorik Oikya. Plus tard, le 5 novembre, la Krishak Sramik Janata League (en), dirigée par Bangabir Kader Siddique, a rejoint le front. Le front a déclaré sept demandes et onze objectifs pour une élection libre, équitable et crédible et pour assurer l'équilibre des pouvoirs dans la structure gouvernementale.

## Contexte
Après la victoire de la Grande Alliance (en) en 2008, un gouvernement dirigé par la Ligue Awami a pris les rênes en janvier 2009 et a aboli le système de gouvernement intérimaire qui supervisait les élections nationales depuis 1991.

### Abolition du gouvernement intérimaire
Bien que les élections, qui ont permis à la Ligue Awami et à ses alliés d'être élus, aient été organisées par un gouvernement intérimaire composé de technocrates en période électorale, le gouvernement a aboli ce système en 2011 à la suite d'un verdict de justice déclarant illégal le treizième amendement de la Constitution.
L'abolition d'un système convenu pour superviser les élections nationales a rendu furieux les groupes d'opposition qui ont boycotté les élections générales de 2014 et sont descendus dans la rue pour demander le rétablissement du système de gouvernement intérimaire pour superviser les élections. Lorsque le gouvernement a commencé à réprimer le mouvement d'opposition, il a exercé des représailles violentes qui ont causé la mort de pas moins de trois cents personnes dans tout le pays.

### Élections de 2014
Lors de l'élection de 2014, seuls 12 des 42 partis enregistrés ont participé et 154 circonscriptions ont été privées de leurs droits. La dirigeante de l'opposition au Parlement, Khaleda Zia, a été placée en résidence surveillée avant l'élection qui s'est poursuivie pendant une semaine supplémentaire.
En mars 2014, après des mois de turbulences, Khaleda Zia a mis fin à la grève et a exhorté à forger une unité nationale.
Plus tard, en 2015, le Parti nationaliste du Bangladesh a de nouveau imposé un blocus dans tout le pays lorsque sa présidente n'a pas été autorisée à participer à une procession et a été assignée à résidence dans son immeuble de bureaux. Ils ont à nouveau exigé le rétablissement d'un système de gouvernement intérimaire neutre, mais en vain.

### Jatiya Oikya Prokriya
En août 2016, dans un contexte d'incertitude politique, l'ancien ministre des affaires étrangères du gouvernement du Bangladesh et éminent juriste, le Dr Kamal Hossain, a lancé la plateforme Jatiya Oikya Prokriya, qui se traduit librement par « processus d'unité nationale ».
Cette plateforme avait pour but d'accélérer la création d'une unité nationale entre les groupes politiques en conflit en réduisant leurs différences grâce à des discussions et des séminaires. Tout au long de 2016 à 2018, Oikya Prokriya a organisé plusieurs séminaires et a invité des dirigeants de partis politiques importants alignés sur l'esprit de la guerre de libération du Bangladesh. Le 13 septembre 2018, après des mois de pourparlers, Oikya Prokriya a déclaré travailler ensemble avec une force politique nouvellement formée dirigée par l'ancien président Badruddoza Chowdhury de Bikalpa Dhara Bangladesh. Le 22 septembre de la même année, Jatiya Oikya Prokriya a tenu un rassemblement public à Dacca. Le BNP, Bikalpa Dhara, Nagorik Oikya, JSD, Gono Forum, Bangladesh Jatiya Party (en) et d'autres partis ont partagé la scène lors de ce rassemblement. Ils ont déclaré une demande en quatre points lors du rassemblement. Une déclaration de travailler à partir de la même plateforme a également été faite sur le podium ce jour-là.

## Formation
Jatiya Oikya Prokriya dirigé par Gono Forum a organisé plusieurs réunions avec le BNP, Bikalpa Dhara, JSD et Nagorik Oikya de la dernière semaine de septembre à la deuxième semaine d'octobre. Finalement, le 13 octobre 2018, les principaux dirigeants de tous les partis, à l'exception de Bikapa Dhara, se sont réunis et ont défini leurs exigences et leurs objectifs lors d'une longue réunion, et ont déclaré l'émergence du Jatiyo Oikya Front (Front d'unité nationale), lors d'une conférence de presse tenue au National Press Club.
Bikalpa Dhara s'est séparé du front car ses demandes n'ont pas été entièrement satisfaites.

## Demande en 7 points
Le front a placé à l'unanimité sept demandes et onze objectifs. Les sept demandes visent à garantir une élection libre, équitable et crédible. Les onze objectifs sont les grandes lignes de la manière dont le Front dirigera le gouvernement s'il est élu. Le front s'attache principalement à assurer un équilibre du pouvoir entre le parti au pouvoir et les groupes d'opposition.
La demande de sept points du front comprend :
1. Pour organiser des élections libres et équitables, le gouvernement doit démissionner, le parlement doit être dissous et un gouvernement neutre en période électorale doit être formé à la suite de discussions. Khaleda Zia doit être libérée. Le gouvernement doit retirer toutes les poursuites engagées contre elle et d'autres dirigeants et militants du BNP.
2. Réforme de la CE avec la nomination de personnes acceptables pour tous les partis après discussions. Les machines à voter électroniques ne doivent pas être utilisées lors des élections.
3. Garantir la liberté d'expression des individus, des journaux et des médias électroniques et sociaux, ainsi que des réunions et rassemblements de tous les partis politiques.
4. Retirer toutes les poursuites contre les étudiants impliqués dans les manifestations en faveur de la réforme du système de quotas dans les emplois publics et des mesures de sécurité routière, et contre les journalistes "inculpés pour avoir exprimé leurs opinions". Abandonner toutes les "lois noires", y compris la loi sur la sécurité numérique.
5. Déployer l'armée avec des pouvoirs judiciaires dans tous les bureaux de vote à partir de 10 jours avant les élections jusqu'à la formation du gouvernement après les élections. Confier le contrôle des forces de l'ordre à la Commission électorale avant le scrutin.
6. Les observateurs locaux et internationaux doivent être autorisés à observer les élections sans aucune entrave.
7. Suspendre les procédures de toutes les affaires politiques entre l'annonce du calendrier et les résultats des élections. La police ne doit déposer aucune nouvelle affaire contre des politiciens.